# Pseudofluda
Pseudofluda Mello-Leitão, 1928 è un genere di ragni appartenente alla famiglia Salticidae.

## Etimologia
Il nome del genere è composto, per la prima parte, dal prefisso greco ψεῦδο-, psèudo-, che significa falso, fasullo, ingannevole, seguito da Fluda Peckham & Peckham, 1892, con cui ha varie caratteristiche in comune.

## Caratteristiche
Gli esemplari maschili rinvenuti non superano i 2,5 millimetri. Il cefalotorace ha un colore variabile dal marrone al nero, con una cospicua macchia color castagno nella parte posteriore; inoltre una linea bianca lo attraversa nel senso della lunghezza. La parte posteriore dell'opistosoma è bruna con riflessi metallici viola e verdi.

## Distribuzione
L'unica specie oggi nota di questo genere è stata rinvenuta in Brasile, nei pressi della città di Petrópolis.

## Tassonomia
A giugno 2011, si compone di una specie:
- Pseudofluda pulcherrima Mello-Leitão, 1928[3] — Brasile